# Fundación Ambulancia del Deseo
La Fundación Ambulancia del Deseo fue creada en 2007 en Holanda y su finalidad es ayudar al enfermo terminal con sus últimos deseos. 

## Historia
La fundación fue creada por el enfermero y conductor de ambulancias, Kees Veldboer, quien se sintió motivado tras realizar un traslado interhospitalario a Mario Stefanuto, un paciente que había sido marinero. Al pasar por el puerto, Kees observó que Mario se emocionaba profundamente. Al día siguiente y tras varias gestiones, consiguió los permisos para llevarle en una ruta por el puerto de Rotterdam.
En una carta escrita antes de su muerte, Stefanutto dijo: 

"Me hace bien saber que todavía hay personas a quienes le importan los demás. Les puedo asegurar desde mi propia experiencia que un pequeño gesto de alguien puede tener un gran impacto".

El objetivo de la Fundación es cumplir los anhelos de personas enfermas, hospitalizadas, con alguna enfermedad crónica, al final de la vida o en cuidados paliativos, que quieren cumplir un deseo y su enfermedad no se lo permite. Aunque, como declaró un responsable de la Fundación, en España: 

no se trata de cumplir últimas voluntades, si no de ayudar a hacer más llevadera la enfermedad de pacientes de hospitales y residencias. [sic]

 Otro responsable también dijo que 

no hay que tratar solo al paciente, el entorno es igual de importante

 refiriéndose a los familiares y allegados.
La Fundación, aparte de Holanda, está presente en quince países. Eso le permite agilizar trámites para, por ejemplo, llevar desde España a Ecuador, su país natal, a un niño en fase terminal para poder estar con su familia.
Como mascota, adoptaron un oso de peluche vestido con el uniforme de emergencias, al que bautizaron Mario en honor de aquel primer paciente al que Kees llevó para ver el mar.

## En España
En abril de 2018, durante la celebración del I Congreso Internacional de Humanización de Urgencias, Emergencias y Catástrofes, en Murcia, se acordó su implantación en la Región de Murcia (España). Además, un portavoz de la Fundación afirmó, en 2019, que 

Nuestra idea es poner en marcha nuevas sedes para ser más operativos. Estamos trabajando en abrirlas en Andalucía, Galicia y Asturias. No descartamos hacerlo también en Extremadura, donde los cacereños César García y Ana Sánchez están muy involucrados para que llegue a la región.

 En octubre de 2020 se inauguró la sede de Oviedo (Principado de Asturias).
Sandra Madrigal, enfermera y una de las co-fundadoras del proyecto, en Murcia, remarca 

...la "evidente" necesidad de "humanizar" las actuaciones de los profesionales, así como de "personalizar" los casos clínicos, enfocándose en tres dimensiones: biológica, psicológica y social.
La práctica diaria de la medicina actual resulta realmente incompleta. Nuestro sistema sanitario suele centrarse en un cuidado tipo que aborda la parte biológica de la enfermedad de forma altamente efectiva, pero descuida y relega a un segundo plano el factor psicológico y emocional de cada paciente. La fundación brinda a los enfermos la posibilidad de cerrar sus ciclos y paliar esas carencias atendiendo sus aspectos más íntimos, personales, familiares. Aunando esfuerzos entre ambas partes [Fundación y Sanidad pública], podremos hablar de un cuidado integral.

Así mismo, una psicóloga hace ver que 

El beneficio para el paciente no se limita a cumplir su deseo un día concreto, sino que se extiende durante el tiempo previo que lo espera y saborea; y todo el tiempo que le dura el poso del recuerdo.

Por su parte, Manuel Pardo, enfermero, cofundador y presidente de la Fundación en Murcia, habla de los problemas legales y administrativos 

La fundación ha firmado un acuerdo legal con el Consejero de Sanidad y con el Presidente de la Comunidad de Murcia que permite cumplir los deseos a pacientes que permanezcan ingresados. "Estos se pueden ausentar para realizar su deseo sin perder su cama dentro del hospital y nosotros estamos protegidos legalmente para llevar a cabo nuestra labor. El mayor problema que se nos presenta en este aspecto son las autonomías, ya que nuestra actuación es en todo el territorio nacional y sería necesario llevar a cabo este tedioso trámite en cada una de las Comunidades Autónomas".

## En otros países

##### Fecha de creación y páginas oficiales
- Países Bajos (matriz) (2007): https://www.ambulancewens.nl/
- Alemania (2014): https://wuenschewagen.com/
- Australia (julio de 2019): https://ambulancewishqld.org.au/home/
- Austria (n/d): https://wunschfahrt.samariterbund.net/
- Bélgica (2011):  http://www.ambulancewens.be/
- Brasil (n/d): http://www.institutorope.com.br
- Ecuador (n/d): https://ambulanciadeseo.org.ec/
- El Salvador (n/d): http://www.ambulanciadeldeseo.org
- España (abril de 2018): https://ambulanciadeldeseo.es/
- Israel (2012): https://www.keshet-hamishalot.org.il/
- Italia (n/d): https://www.wuenschewagen.it/
- Japón (n/d): https://www.wish-wagon.org/
- Noruega (2017):  https://onsketransporten.no/
- Reino Unido (2016): https://www.ambulancewishfoundation.org.uk/
- Singapur (mayo de 2019):   https://www.facebook.com/Ambulance-Wish-Singapore-114783613401327/
- Suecia (2011): http://önskeambulansen.se/